# The Black Angels
The Black Angels je psychedelická rocková skupina z Austinu, Texas, USA.
Skupina vznikla v květnu roku 2004, uvádí se, že jméno skupiny je odvozeno od písně The Velvet Underground „The Black Angel's Death Song“.

## Diskografie
- V roce 2005 Black Angels nahráli píseň "Black Grease" na kompilaci 2 CD psychedelické hudby nazvané Psychedelica Vol.1, vydavatelství Northern Star Records. Poté vydali několik svých vlastních alb.
- 11. dubna 2006 vydali debutové album LP Passover. Bylo dobře přijato a undergroundovou nezávislou scénou hodnoceno jako dílo s temnými tóny a lyrickým obsahem
- 15. dubna 2008 vydali druhé album Directions to See a Ghost. Podle publicisty časopisu Rolling Stone David Frickeho hudba Black Angels vytváří pocit návratu do poloviny roku 1966 a zpěvák Alex Maas zde působí jako mnich, zaklínající rockovou hudbu.[2]
- 14. září 2010 bylo vydáno třetí album skupiny s názvem Phosphene Dream.
- V roce 2011 vydává skupina album Another Nice Pair, obsahující starší vydané písně.
- 2. dubna 2013 vydává skupina album Indigo Meadow.

## Účast na festivalech a další spolupráce
5. srpna 2007 hrála skupina na festivalu Lollapalooza v Chicagu, dále na SXSW South by Southwest 2006 a 2008 a na All Tomorrow's Parties 2008.
The Black Angels se účastnili všech ročníků Austin Psych Fest od roku 2010..
V říjnu a listopadu roku 2008 Black Angels vystupovali jako doprovodná skupina Roky Ericksona, který se vrátil po delší odmlce na jeviště. Po show v Dallasu následovalo West Coast tour. Další turné připravili v roce 2013 i 2014.
V květnu 2010 vyšlo album skupiny Unkle, Where Did the Night Fall, kde Black Angels spolupracovali na písni "Natural Selection". a na písni "With You In My Head", také pro soundrack Twilight sága: Zatmění.

## Logo
Kromě jména, které zvolila skupina podle písně Velvet Underground, připomíná ji také logo skupiny s vysoce kontrastním negativním obrazem vokalistky skupiny Nico.

## Členové skupiny
- Stephanie Bailey
- Christian Bland
- Alex Maas
- Kyle Hunt
- Jake Garcia

## Soundtracky
- Alan Wake (Videohra) (Young Men Dead)
- The Art of Flight[6] (2011) (Young Men Dead)
- Need for Speed: The Run (Videohra) (Better Off Alone)
- Spec Ops: The Line (Videohra) (The First Vietnamese War)
- Spec Ops: The Line (Videohra) (Bad Vibrations)
- "With You In My Head" z Twilight sága: Zatmění– spolu s UNKLE (2010)
- Rozsudek smrti[7] (2007) (Prodigal son)
- Hranice ovládání (2009) (You on the Run)
- Thanatomorphose[8] (2012) (Manipulation and You in Color)
- Longmire[9] (2013) (Science Killer)
- Grand Theft Auto V (videohra) (Black Grease)
- Temný případ (2014) (Young Men Dead)